# 天蠶變 (小說)
小說《天蠶變》，黃鷹原著，共三部：《天蠶變》、《天蠶再變》和《雲飛揚外傳》。
《天蠶變》，是香港電視廣播史上首部由劇本寫成後改編為小說的長篇古裝武俠電視劇（天蠶變），全劇共60集，是麗的電視的原創武俠劇集之一，本劇於1979年7月晚上8時黃金時段首播。故事策劃為黃鷹及蕭若元，監製為蕭笙與麥當雄。日後更改編成電影版本（天蠶變）。

## 小說
小說分為三部：《天蠶變》（共3冊）、《天蠶再變》（共3冊）和《雲飛揚外傳》（共4冊）。
- 《天蠶變》：描寫主角雲飛揚的出身及練成「天蠶神功」的經歷。
- 《天蠶再變》：補述「天蠶神功」的由來——「天蠶魔功」（天魔功），及敘述雲飛揚天蠶再變的遭遇。
- 《雲飛揚外傳》：天蠶變大結局——雲飛揚的結局——俠客殞落。

## 武功

### 武當派
- 天蠶訣
- 兩儀劍，武當六絕之一，曾傳白石
- 霹靂掌，武當六絕之一，曾傳謝平
- 一手七暗器、梯雲縱，武當六絕之一，曾傳姚峰
- 雙節棍，武當六絕之一，曾傳玉石
- 開山刀，武當六絕之一，曾傳金石
- 鎖喉槍，武當六絕之一，曾傳傅玉書，而傅玉書也在天帝傳授下，暗中練成了六絕。
- 蛇鶴十三式，武當六絕跟天蠶訣外，張三豐藏在天蠶訣祕笈中的武功，是他見仙鶴飛舞，靈蛇糾纏其上，惡鬥十里，同歸於盡，悟出的武功，與天蠶訣有異曲同工之妙，唯陰狠絕毒，恐有傷天理，棄之又可惜，藏練功線索於天蠶訣內頁中，寄諸天意，留贈有緣，後被傅玉書發現並練成。

## 內部連結
- 黃鷹
- 天蠶變
- 天龍訣
- 天蠶再變
- 天蠶變之再與天比高